# Evershorst (Naturschutzgebiet)
Die Evershorst ist ein Naturschutzgebiet in der niedersächsischen Gemeinde Hüde im Landkreis Diepholz.
Das Naturschutzgebiet mit dem Kennzeichen NSG HA 038 ist rund 24 Hektar groß. Das Gebiet steht seit dem 29. März 1973 unter Naturschutz. Zuständige untere Naturschutzbehörde ist der Landkreis Diepholz.
Bei dem Naturschutzgebiet, das sich südöstlich von Lembruch in der Nähe des Dümmers befindet, handelt es sich um ein hauptsächlich aus alten Laubbäumen bestehendes Gehölz. Es dient dem Schutz einer Graureiherkolonie.